# 晒草灣遊樂場
晒草灣遊樂場（英語：Sai Tso Wan Recreation Ground）位於香港觀塘區晒草灣白泥山，面積2.8公頃，於2004年4月啟用，是香港首個建於已經修復垃圾掩埋場上的永久康樂設施；由環境保護署及康樂及文化事務署共同管理。場地現時全面禁煙。

## 歷史
晒草灣遊樂場前身為晒草灣堆填區，曾經堆放超過160萬公噸廢物。堆填區於關閉後復修，於2001年2月改建成康樂用地，於2004年4月開放。
該草地球場是香港首個標準的棒球場，並為香港棒球代表隊的指定訓練場地。

## 設施
- 多用途草地球場（可作足球場）
- 棒球場
- 緩跑徑
- 兒童遊樂場
- 更衣室及貯物櫃
- 停車場[2]

- 茜發道入口
- 兒童遊樂場和健身區
- 緩跑徑
- 晒草灣遊樂場洗手間外的環保標誌，到2020年已經消失

## 附近設施
- 茜發道網球場
- 滙景花園
- 港鐵藍田站

## 外部連結
- 環境保護署 晒草灣遊樂場
- 遊樂場開幕的政府新聞稿 （页面存档备份，存于）